# 罗杰·怀特-帕森斯
罗杰·怀特-帕森斯（英語：Roger White-Parsons，1960年11月16日—），新西兰男子赛艇运动员。他曾代表新西兰参加世界赛艇锦标赛，获得二枚金牌。他也曾参加1984年夏季奥林匹克运动会。